# Xavier Julien
Pour les articles homonymes, voir Julien.
Xavier Julien, né le 20 mai 1975 à Charenton-le-Pont, est un gymnaste aérobic français.
Il remporte  la médaille d'argent en trio avec Grégory Alcan et Olivier Salvan aux Championnats du monde de gymnastique aérobic 1999 à Hanovre,, la médaille d'argent en trio et la médaille de bronze en groupe aux Jeux mondiaux de 2005 et la médaille d'argent en groupe aux Championnats du monde de gymnastique aérobic 2006 et aux Championnats du monde de gymnastique aérobic 2008.